# 永山たかし
永山 たかし（ながやま たかし、1978年11月16日 - ）は、日本の俳優、歌手。芸映所属。

## 人物
- 身長：170cm。
- 趣味：服のリメイク・スポーツ・野球・水泳・甘い物を食べる。
- 特技：空手初段・書道四段。
- 1998年、第11回ジュノン・スーパーボーイ・コンテスト ファイナリスト[1]。デビューのきっかけとなる。
- 自分で手がけたオリジナルファッションブランド「blossam」を持っている。
- 自ら作詞、作曲を行い、アーティストとしても活動している。
- プライベートでは眼鏡をかけていることもある。

## 出演

### テレビドラマ
- チェンジ!（1998年、テレビ朝日） - 米山次郎 役　※デビュー作品
- あぶない放課後（1999年、テレビ朝日） - 加納琢磨 役
- コワイ童話 シンデレラ（1999年、TBS） - 岡田 役
- 学校の怪談 たたりスペシャル　第4話　呪われた課外授業　（1999年、関西テレビ）
- 天然少女萬NEXT-横浜百夜篇（1999年、WOWOW） - 成井百夜 役
- 月下の棋士（2000年、テレビ朝日） - 西村 役
- 花村大介 第9話（2000年、フジテレビ） - 三浦泉 役
- 新・お水の花道（2001年、フジテレビ） - 滝沢 役
- 世にも奇妙な物語 2002春の特別編 無視ゲーム（2002年、フジテレビ）
- 仮面ライダー龍騎 第22・23話（2002年、テレビ朝日） - 斉藤雄一 役
- ホットマン（2003年、TBS） - 塚本義政 役
- ファンタズマ〜呪いの館〜 第7話、第9話（2004年、テレビ東京） - 松田勇輝 役
- 血痕 警科研・湯川愛子の鑑定ファイル（2004年、TBS） - 吉岡清志 役
- 弟 第5夜（2004年、テレビ朝日スペシャルドラマ） - 石原宏高 役
- 大奥〜第一章〜（2004年、フジテレビ） - 宗兵衛 役
- 優しい時間 第6話（2005年、フジテレビ） - ペアルックの息子 役
- アストロ球団（2005年、テレビ朝日） - 明智球七 役
- 日本の歴史（2005年、フジテレビドラマスペシャル） - 森蘭丸 役
- 7人の女弁護士（2006年、テレビ朝日） - 田島康雄 役
- 結婚できない男 第11話（2006年、フジテレビ） - ミイラ男・田島 役
- 美味學院（2007年、テレビ東京） - 沖田司 役
- サンシャイン デイズ（2007年、テレビ神奈川） - 西条小鉄 役
- 正しい王子のつくり方 （2008年） - 南原隆 役
- 打撃天使ルリ 第参撃（2008年） - 三宅武彦 役
- シバトラ〜童顔刑事!史上最大の危機スペシャル〜（2009年、フジテレビ）
- あり得ない!（2010年）
- タンブリング 第6話（2010年5月22日、TBS） - 火野慎一 役
- シバトラ〜さらば、童顔刑事スペシャル〜（2010年5月22日、フジテレビ）
- 湯けむりバスツアー 桜庭さやかの事件簿4（2012年2月6日、TBS） - 杉山進 役
- Dr.門倉周平の事件カルテ（2012年9月26日、テレビ東京） - 久保寺隼人 役
- 匿名探偵 第3話（2012年10月26日、テレビ朝日） - 徳丸博 役
- 放課後グルーヴ（2013年、TBS） - 松井俊介 役
- 鼠、江戸を疾る 第5話（2014年2月6日、NHK総合） - 文吉 役
- 近キョリ恋愛〜Season Zero〜（2014年7月19日 - 10月11日、日本テレビ） - 橘将吾 役
- 天使と悪魔-未解決事件匿名交渉課- 第7話（2015年5月22日、テレビ朝日） - 津島涼 役
- 監察官・羽生宗一3（2015年7月4日、テレビ朝日） - 香山守 役
- マジすか学園5（2015年、日本テレビ ※3話以降Hulu） - 渡辺 役
- 狙撃（2016年10月2日、テレビ朝日） - 清田洋一 役
- トットちゃん!（2017年） - 浅原清治 役
- この女に賭けろ（2019年） - 藤枝真吾 役
- 相棒（2019年） - 片桐祐也 役
- 未解決の女 警視庁文書捜査官〜緋色のシグナル〜（2019年） - 美山孝雄 役
- 仮面ライダージオウ 第35・36話（2019年5月12・19日） - 田上哲也 役
- シロでもクロでもない世界で、パンダは笑う。（2020年） - 田中三太 役
- 家政夫のミタゾノ 特別編（2020年5月29日、テレビ朝日） - 古川卓也 役
- 推しの王子様（2021年） - 野島浩輔 役
- 大河ドラマ 青天を衝け 第27・28話（2021年9月19日・26日 、NHK）
- ブラック/クロウズ〜roppongi underground〜2（2022年12月14日・21日、フジテレビ） - 小澤研一 役[2]
- シッコウ!!〜犬と私と執行官〜 第5話（2023年8月8日、テレビ朝日） - 貝田寛治 役
- アイドル誕生 輝け昭和歌謡（2023年12月1日、NHK BSプレミアム4K / 2024年1月2日、NHK BS） - 国鉄職員 役
- 潜入兄妹 特殊詐欺特命捜査官 第7話（2024年11月16日、日本テレビ） - 富士航平 役[3]

### Webドラマ
- 恋のパラドラ 第1・8話（2008年、テレビ東京） - 原隆明 役
- トラックガール2（2025年5月31日、FOD）[4]

### バラエティー
- F2-X（フジテレビ）（F2ドリームズ）
- 世界ウルルン滞在記"ルネサンス"（TBS）

### 映画
- タッチ（2005年） - 4番・セカンド 大河原 役
- パラ族 パラパラじゃないか!（2006年） - ヒカル 役
- テニスの王子様（2006年） - 不動峰テニス部員 役
- サクゴエ（2007年） - 若い男スズキ 役
- 僕らの方程式（2008年） - 秋島了 役
- 花ゲリラ（2008年、キラキラMOVEIS） - 粕谷浩二 役
- ガチンコ疾走上等（2010年） - 矢野俊哉 役
- nude（2010年） - 広田英介 役
- 学校をつくろう（2011年） - 津田純一 役
- ひかりをあててしぼる（2016年） - 豊永巧 役
- DTC -湯けむり純情篇- from HiGH&LOW（2018年） - ガソリンスタンドの店員 役
- ビーバップのおっさん （2022年） - 御曹司 役
- アキはハルとごはんを食べたい 2杯目!（2024年）[5]

### Vシネマ
- 兎 USAGI 〜野性の闘牌〜（1998年） - 武田 役
- 暗黒の戦い（2014年）
- ROGUE（2018年3月28日、東映） - 布袋幸司 役
- 首領（2020年） - ピアニスト

### 舞台
- ミュージカル・テニスの王子様 - 特記してあるもの以外はすべて菊丸英二 役
  - ミュージカル テニスの王子様（2003年）
  - ミュージカル テニスの王子様 Remarkable 1st Match（2003-2004年） - 不二周助 役
  - ミュージカル テニスの王子様 Dream Live 1st（2004年）
  - ミュージカル テニスの王子様 More than Limit 聖ルドルフ学院（2004年）
  - ミュージカル テニスの王子様 IN WINTER 2004-2005 SIDE 不動峰〜special match〜（2004年 - 2005年）
  - ミュージカル テニスの王子様 コンサート Dream Live 7th（2010年） ※ゲスト
- 母・肝っ玉とその子供たち（2005年） - スワイツェルカス 役
- ミュージカル「アルジャーノンに花束を」（2006年） - バート・セルドン、フランク、リロイの三役
- Rock'n JAM MUSICAL
  - Rock'n JAM MUSICAL（2004年10月20日 - 24日/再演・2005年2月4日 - 6日）
  - ROCK'N JAM MUSICAL II〜僕達のHeaven〜（2006年5月10日 - 14日・26日 - 28日/再演・2007年1月26日 - 31日） - ユウイチ 役
  - R☆J LIVE LIVE（2007年6月14日 - 24日） - ユウイチ 役
  - ROCK'N JAM MUSICAL I 2009（2009年9月5日 - 13日）
- ROCK MUSICAL BLEACH - 日番谷冬獅郎 役
  - ロックミュージカル BLEACH（2005年8月17日 - 28日）
  - ロックミュージカル BLEACH 再炎（2006年1月5日 - 8日・14日 - 19日）
  - ROCK MUSICAL BLEACH The Dark of The Bleeding Moon（2006年8月10日 - 13日・16日 - 21日）
  - ROCK MUSICAL BLEACH the LIVE 卍解SHOW code:001（2007年1月10日 - 14日）
  - ROCK MUSICAL BLEACH No Clouds in the Blue Heavens（2007年3月21日 - 27日・4月3日 - 8日）
  - ROCK MUSICAL BLEACH DX（2008年3月24日 - 31日）
    - ROCK MUSICAL BLEACH THE ALL
    - THE LIVE 卍解 SHOW CODE:002

  - ROCK MUSICAL BLEACH the LIVE 卍解SHOW code:003（2010年1月15日 - 2月8日）
- 逆アンチエイジング・ラブ・コメディ『私がオバサンになってる!?』米米CLUB演劇部（2006年）
- スイッチを押すとき〜君達はなぜ生きているんだ？〜（2006年/再演・2007年10月26日 - 11月4日） - 主演・南洋平 役
- 時速246 vol.01「Funny Bunny」（2007年） - 新見、藤井の二役
- 「ある日、ぼくらは夢の中で出会う」（2007年8月） - 男2・ナガヤマ 役
- 時速246 vol.02「燃え尽きる寸前の光」（2008年1月17日 - 23日） - 松下、牧瀬の父の二役
- 舞台『空中ブランコ』アトリエ・ダンカンプロデュース（2008年4月20日 - 5月5日、東京公演/以降全国公演有） - 春樹 役
- エブリ リトル シング（2008年7月11日 - 20日）
- 劇団コーンフレークス第4回公演『博士と太郎の異常な愛情』（2008年9月26日　-　10月5日） - 主演・坂本太郎 役
- デジタルハリウッド・エンタテインメントプロデュース『斜塔〜シャトウ』（2008年10月23日 - 11月2日） ※友情出演
- 「特別法 第001条 DUST」（2009年1月14日 - 27日） - 主演
- CORNFLAKES第6回公演『しあわせになりたい』（2009年9月22日 - 27日） - 主演・櫛野響 役
- pnish* vol.11 『マハラジャモード』（2009年、神戸/東京/名古屋） - パスパタ 役
- マリア・マグダレーナ公演
  - マリア・マグダレーナ再来日公演『マグダラなマリア』（2009年11月） - アンジェラ 役 ※日替わりゲスト
  - マリア・マグダレーナ来日公演『マグダラなマリア』〜魔愚堕裸屋・恋のカラ騒ぎ〜（2011年10月8日 - 10日、大阪/10月15日 - 23日、東京） - お葉 役
- 『ファンタジア』 （2009年12月22日 - 27日） - 主演・瀬戸広晴 役
- 『SHINSENGUMI』（2010年7月6日 - 12日） - 主演・土方歳三 役
- 『ブラッドプリズナー』（2010年8月31日　-　9月5日）　- 主演
- 『取り立てや お春』（2010年11月、東京・明治座/12月、名古屋・御園座/2011年3月、大阪・松竹座）
- 少年ハリウッド - 篠原正人 役
  - 『少年ハリウッド』（2011年4月14日 - 24日、スペース・ゼロ）
  - 『少年ハリウッド〜僕らのオレンジにまた逢いたい〜』（2012年2月29日 - 3月11日、CBGKシブゲキ!!/2012年3月17日・18日、愛知県芸術劇場小ホール/2012年3月24日・25日、ABCホール）
  - 『独占ハリウッド!001〜夏のオレンジフレッシュ祭〜』（2011年8月27日・28日、時事通信ホール）
- 『ミチヲカケル』（2011年6月23日 - 26日、シアターグリーン BIG TREE THEATER） - 初脚本、主演
- 『ベロニカは死ぬことにした』（2012年1月30日 - 2月5日、俳優座劇場） - エドアード 役
- 『この愛よ叶うなら嬉しいよ』（2012年7月12日 - 16日、シアターグリーン BIG TREE THEATER） - 初演出、脚本
- 『コーパス・クリスティ 聖骸』（2012年9月6日 - 17日、青山円形劇場） - サイモン 役
- 『舞台版 「殿といっしょ」』（2012年11月21日 - 29日、吉祥寺前進座劇場） - 織田信長 役
- 『スペーストラベラーズ』（2012年12月19日 - 30日、下北沢本多劇場）
- 『ソラオの世界』東京芸術劇場シアターウエスト（2013年2月） - ナカイド教授 役
- 『プレゼント◆5』シアターサンモール（2013年4月25日） - 日替わりゲスト（少年ハリウッドメンバー）
- マリア・マグダレーナ来日特別公演『マグダライブ!!』2013（2013年6月29日、SHIBUYA-AX） - 日替わりゲスト
- 劇団コーンフレークス第10回記念公演『博士と太郎の異常な愛情2013』（2013年7月24日 - 30日、俳優座劇場） - 新山 役
- ミュージカル『SEMPO -日本のシンドラー 杉原千畝物語-』（2013年9月10日 - 29日、東京新国立劇場中劇場） - ファルバスク 役
- GEI-EI プロデュースvol.3 『ティラノ』（2013年11月21日 - 24日、東京池袋シアターグリーン） - 主演
- STAGE×12 vol.9 『渚にまつわるエキストラ』（2014年1月22日 - 25日、赤坂GENKI劇場） - 主演
- PONKOTSU-BARON project『オズからの招待状』（2014年3月19日 - 23日、紀伊國屋サザンシアター）
- ミュージカル『SAMURAI 7』（2015年1月17日 - 25日、銀河劇場） - ヘイハチ役
- ミュージカル『仮面ティーチャー〜SILVER MASK〜』（2015年9月16日 - 18日、梅田芸術劇場 シアタードラマシティ/9月30日 - 10月4日、Zeppブルーシアター六本木） - 市川先生役
- ミュージカル『青春-AOHARU-鉄道』 - 東海道新幹線 役
  - ミュージカル『青春-AOHARU-鉄道』 （2015年11月18日 - 23日、全労済ホール スペース・ゼロ）
  - ミュージカル『青春-AOHARU-鉄道』2 〜信越地方よりアイをこめて〜 （2016年11月9日 - 13日、AiiA 2.5 Theater Tokyo/11月18日 - 20日、新神戸オリエンタル劇場）
  - ミュージカル『青春-AOHARU-鉄道』3 〜延伸するは我にあり〜 （2018年5月4日 - 13日、品川プリンスホテル クラブeX/5月18日 - 19日、新神戸オリエンタル劇場/5月25日 - 26日、長岡リリックホール シアター）
  - ミュージカル『青春-AOHARU-鉄道』コンサート Rails Live 2019 （2019年10月30日 - 10月31日、舞浜アンフィシアター/11月3日 - 11月4日 COOL JAPAN PARK OSAKA　WWホール）
  - ミュージカル『青春-AOHARU-鉄道』4 〜九州遠征異常あり〜 （2021年2月14日 - 28日、天王洲 銀河劇場）
  - ミュージカル『青春-AOHARU-鉄道]』〜地下の中心で愛をさけんだMétro〜（2023年12月21日 - 31日、品川プリンスホテル クラブeX）[6]
  - ミュージカル『青春-AOHARU-鉄道』コンサート Rails Live 2025（2025年11月22日 - 24日〈予定〉、TACHIKAWA STAGE GARDEN）[7]
- mucho produce『蜻蛉の住む家』（2024年6月12日 - 6月16日、テアトルBONBON）[8]
- MANKAI STAGE『A3!』ACT3! 2025（前期:2025年3月22日 - 4月13日、後期:4月18日 - 5月10日、KAAT 神奈川芸術劇場〈ホール〉） - 雛森霞 役[9]
- 山田ジャパン『ドラマプランニング』（2025年9月26日 - 10月5日〈予定〉、下北沢本多劇場）[10]

## ディスコグラフィ

### アルバム
「Jam」（2005年）
収録曲 言葉〜 春に思い出し思う おもいでにデキなくて おくるうた Slow Jam Sample 南口 雨音 終着駅 心が…（Romano Version）
「LOVE」（2006年）
収録曲 1.バーガーショップ 2.僕の中 3.恋・愛 4.恋の痛み 5.kiss℃ 6.去りしきみ 7.あかり 8.叫べ！ 9.唇 10.かたち 11.LOVE